# Alexis de Basquiat-Mugriet
Pour les articles homonymes, voir Basquiat.
Alexis de Basquiat-Mugriet est un homme politique français né le 6 avril 1757 à Saint-Sever (Landes) et décédé le 23 décembre 1844 au même lieu.

## Présentation
Lieutenant général de la sénéchaussée de Saint-Sever, il est député du tiers état aux états généraux de 1789. Il se montre un partisan modéré des idées nouvelles.